# Traité de Gand
Pour l’article homonyme, voir Traité de Gand (1556).

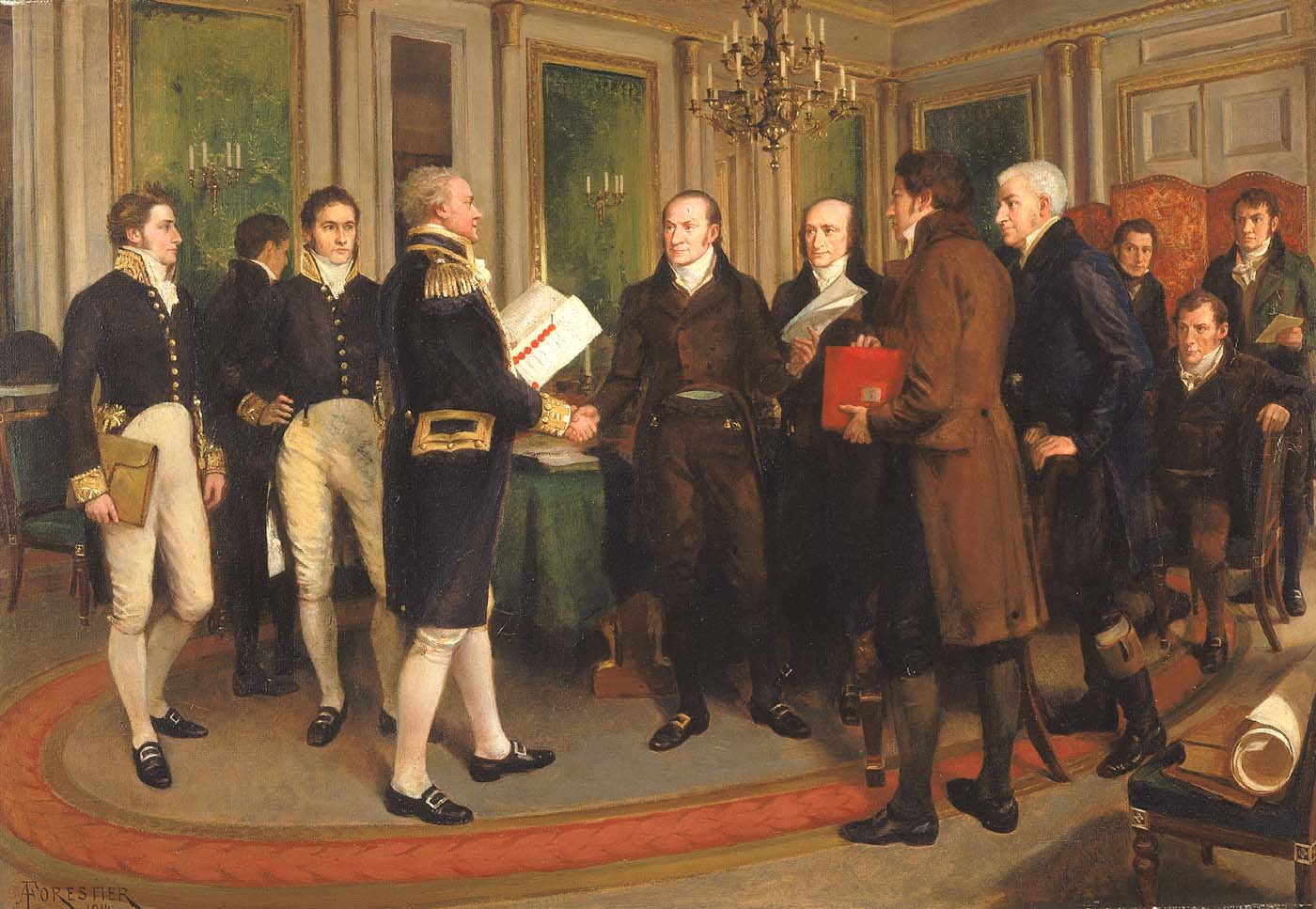
The Signing of the Treaty of Ghent, Christmas Eve, 1814 (1914), peinture par Amédée Forestier — Smithsonian American Art Museum.

Le traité de Gand, signé le 24 décembre 1814 à Gand dans les Pays-Bas unis (maintenant en Belgique), marque la fin de la guerre anglo-américaine de 1812 entre les États-Unis et le Royaume-Uni.
Les signataires britanniques sont l'amiral John James Gambier, Henry Goulburn et William Adams. La commission de paix représentant les États-Unis est composée de John Quincy Adams, James Asheton Bayard, Henry Clay, Jonathan Russell et Albert Gallatin.
En signant le traité, les Américains abandonnent leurs objectifs principaux dans cette guerre d'étendre leur territoire en se saisissant des colonies britanniques du nord, qui deviendront plus tard le Canada (bien que leur territoire se soit étendu en certains endroits) et d'empêcher l'arraisonnement en haute mer des navires américains par des vaisseaux de guerre britanniques à la recherche de déserteurs et l'enrôlement de force de citoyens américains dans la Royal Navy. Cependant, comme les guerres napoléoniennes arrivaient à leur terme, la Royal Navy n'avait plus besoin d'autant de marins, et ce dernier objectif n'était plus vraiment celui qu'il était au début de cette guerre.
Le traité appelle les deux pays à envisager l'abolition de la traite des esclaves et demande aux États-Unis de cesser les hostilités à l'égard des Indiens d'Amérique. Cependant, il ne s'écoulera moins de deux ans avant que les Américains ne violent le traité en attaquant les Séminoles, en 1816, sans que les Britanniques ne réagissent.
Les combats se poursuivent pendant plusieurs semaines après la signature du traité (comme la bataille de La Nouvelle-Orléans), la nouvelle de sa signature ayant mis du temps à parvenir en Amérique du Nord. Cependant, selon les termes du traité, la guerre n'était pas officiellement terminée avant que les ratifications n'aient été échangées et le traité publié. Le Sénat des États-Unis approuve à l'unanimité la ratification du traité le 16 février 1815. Le président James Madison ratifie le traité le 17 février, date à laquelle les ratifications sont échangées, et le traité est publié le 18 février.

## Source
- (en) Cet article est partiellement ou en totalité issu de l’article de Wikipédia en anglais intitulé « Treaty of Ghent » (voir la liste des auteurs).
- Feuillet daté de 1964 annonçant la parution d'un timbre philatélique belge représentant le tableau ci-dessus.